# Шене де Купи
Шене де Купи (фр. Chaînée-des-Coupis) насеље је и општина у источној Француској у региону Франш-Конте, у департману Јура која припада префектури Доле.
По подацима из 2011. године у општини је живело 196 становника, а густина насељености је износила 38,89 становника/km². Општина се простире на површини од 5,04 km². Налази се на средњој надморској висини од 218 метара (максималној 220 m, а минималној 203 m).

## Демографија
| 1962. | 1968. | 1975. | 1982. | 1990. | 1999. | 2011. |
| ----- | ----- | ----- | ----- | ----- | ----- | ----- |
| 111   | 125   | 112   | 119   | 125   | 138   | 196   |

График промене броја становника у току последњих година